# Radio Row

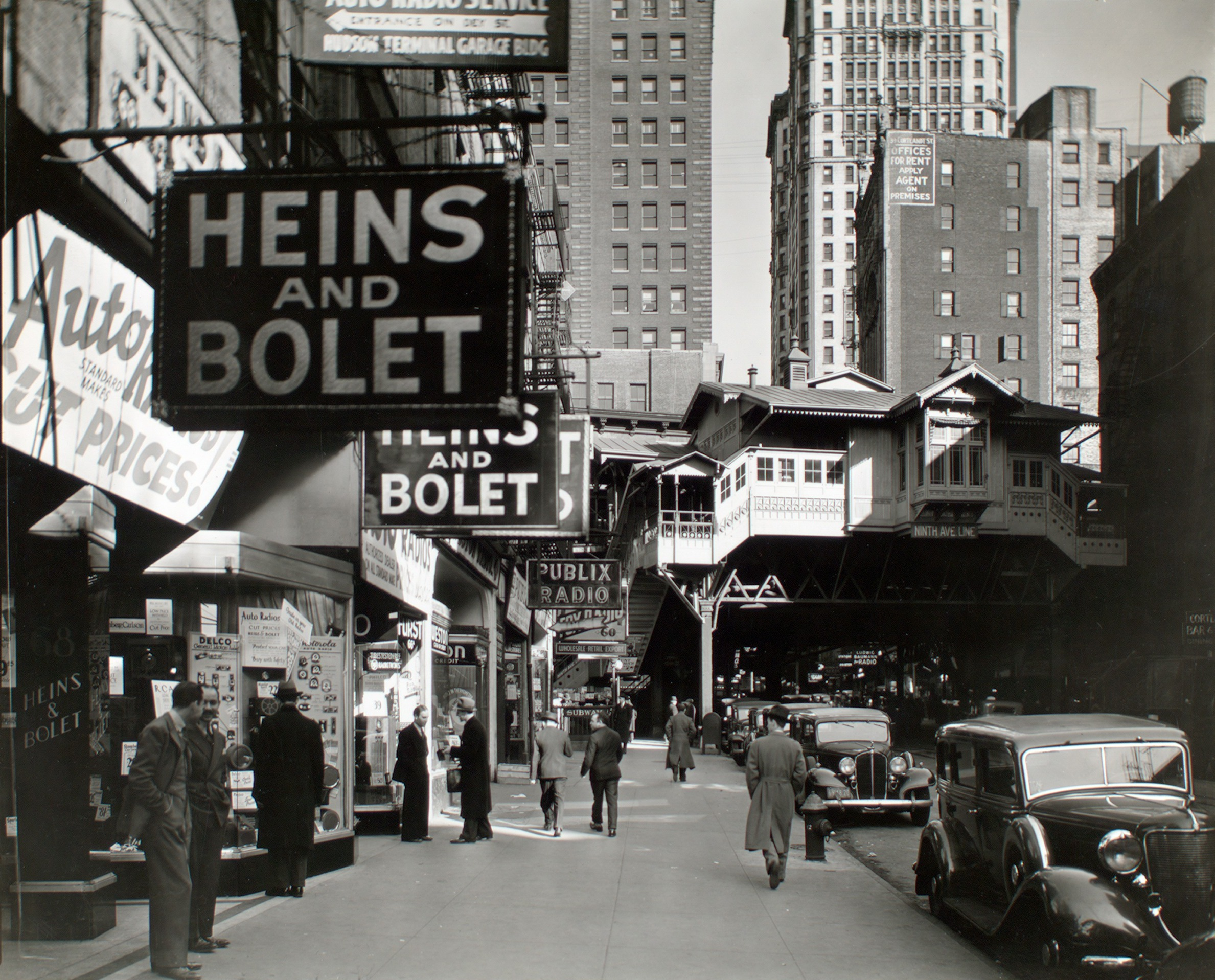
Radio Row de Nova York em 1936

Radio Row é um apelido para uma rua urbana ou distrito especializado na venda de equipamentos e peças de rádio e eletrônicos. Muitas linhas de rádio surgiram em várias cidades com a ascensão da transmissão em 1920 e declinou depois de meados do século XX.

## Nova York

### Construção e existência
A Radio Row de Nova York, que existiu de 1921 a 1966, era um distrito de armazéns no Lower West Side, em Manhattan. Harry Schneck abriu a City Radio na Cortlandt Street em 1921, criando a Radio Row. A Radio Row foi demolida em 1966 para dar espaço ao World Trade Center. Ele construiu vários blocos de lojas de eletrônicos, tendo a Cortlandt Street como seu eixo central. Os rádios usados, os eletrônicos excedentes de guerra, o lixo e as peças muitas vezes empilhavam tão alto que se espalhavam pelas ruas, atraindo colecionadores e rebocadores. Segundo um escritor de negócios, também foi a origem do negócio de distribuição de componentes eletrônicos.

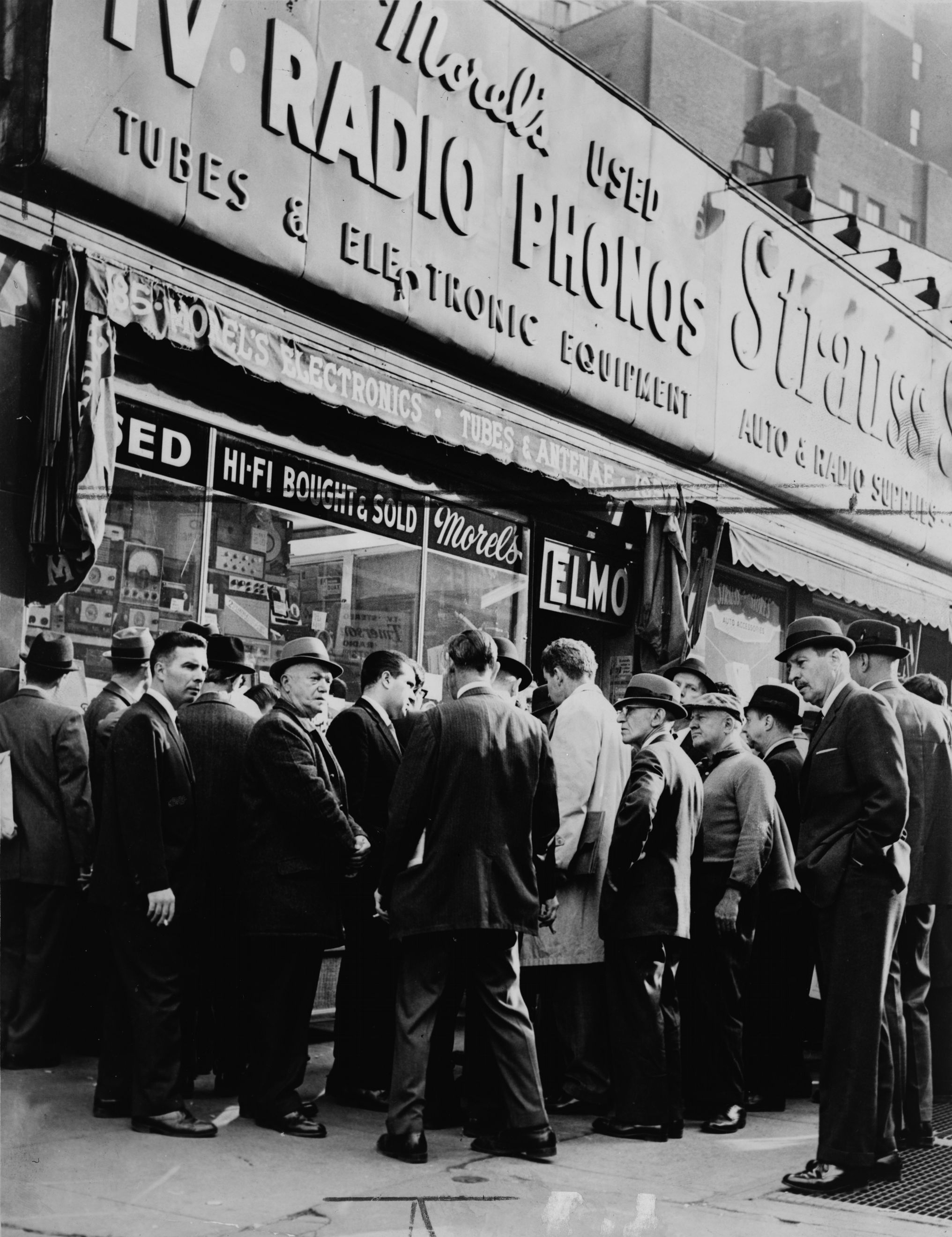
Uma multidão se reúne perto de uma loja de eletrônicos nas ruas de Greenwich e Dey após o assassinato de John F. Kennedy em 1963.

O jornal The New York Times fez uma referência inicial à "Radio Row" em 1927, quando a Cortlandt Street celebrou um "Jubileu de rádio". O Times informou que "hoje ... a Cortlandt Street é 'Radio Row', enquanto a Broadway é apenas uma via pública". A rua foi fechada e decorada com bandeiras e bandeirolas, e o Times relatou planos para o prefeito de Nova York Joseph V. McKee apresentar uma "chave para Cortland Street" para a então Miss Nova York, Frieda Louise Mierse, enquanto uma competição era realizada para nomear uma "Miss Downtown Radio".
Meyer Berger lembrou que, quando criança, "nas manhãs de sábado, eu costumava me aventurar do Brooklyn com meu pai até a Radio Row na Cortlandt Street, em Lower Manhattan, onde ele e centenas de outros homens de Nova York mudavam de barraca em busca de um tubo indescritível que faria o rádio funcionar novamente. Mais tarde, meus irmãos foram lá com ele em busca de componentes de televisão. A Radio Row era uma parte de todos os nossos mapas interiores".
Em 1930, o Times descreveu a Radio Row como localizada na Greenwich Street "onde a Cortlandt Street a intercepta e a Nona Avenida Elevada forma um dossel sobre a estrada .... A maior concentração é no bloco limitado pela Dey Street ao norte e Cortlandt no sul, mas a Radio Row não pára por aí; ela transborda em torno da esquina, em torno de vários cantos, abrangendo todos os cinco blocos". Estima-se que 40 ou 50 lojas na vizinhança, "todas indo a pleno vapor ao mesmo tempo. Pode haver regulamentações proibindo essa prática vociferante, mas se os radialistas tiverem algo a dizer sobre isso, nunca terão o menor efeito possível ... Radio Row .... O barulho é ouvido mesmo quando se anda pelo túnel do metrô até a saída da rua ... A primeira impressão, e na verdade a única, é auditiva, um tumulto reverberante, uma confusão de sons que só um exército de alto-falantes poderia produzir." Ele observou, além dos comerciantes que vendem aparelhos de rádio, "outros exibem principalmente acessórios ... um lojista na semana passada exibiu um conjunto de cristal pequeno o suficiente para caber em um bolso, e outro deu uma posição proeminente a um balde de condensadores".
A Segunda Guerra Mundial foi grosseira com a Radio Row e em 1944 e o Times lamentou que o "repositório de uma única vez de quase tudo, desde uma tomada de tubo até uma estação de rádio completa fosse inoxidável e praticamente sem definição, devido à escassez de tempo de guerra", e que ainda servia para "consertadores e engenheiros" e que um "espírito antigo" e uma "qualidade mágica" ainda estavam lá. Uma loja disse que era praticamente capaz de permanecer no negócio apenas "fazendo reparos nos medidores de eletricidade queimados pelos estudantes das escolas da cidade que estudavam rádio", e todos estavam otimistas sobre o crescente interesse público em "dois novos tipos de rádio: FM e televisão". Radio Row se recuperou.

### Demolição

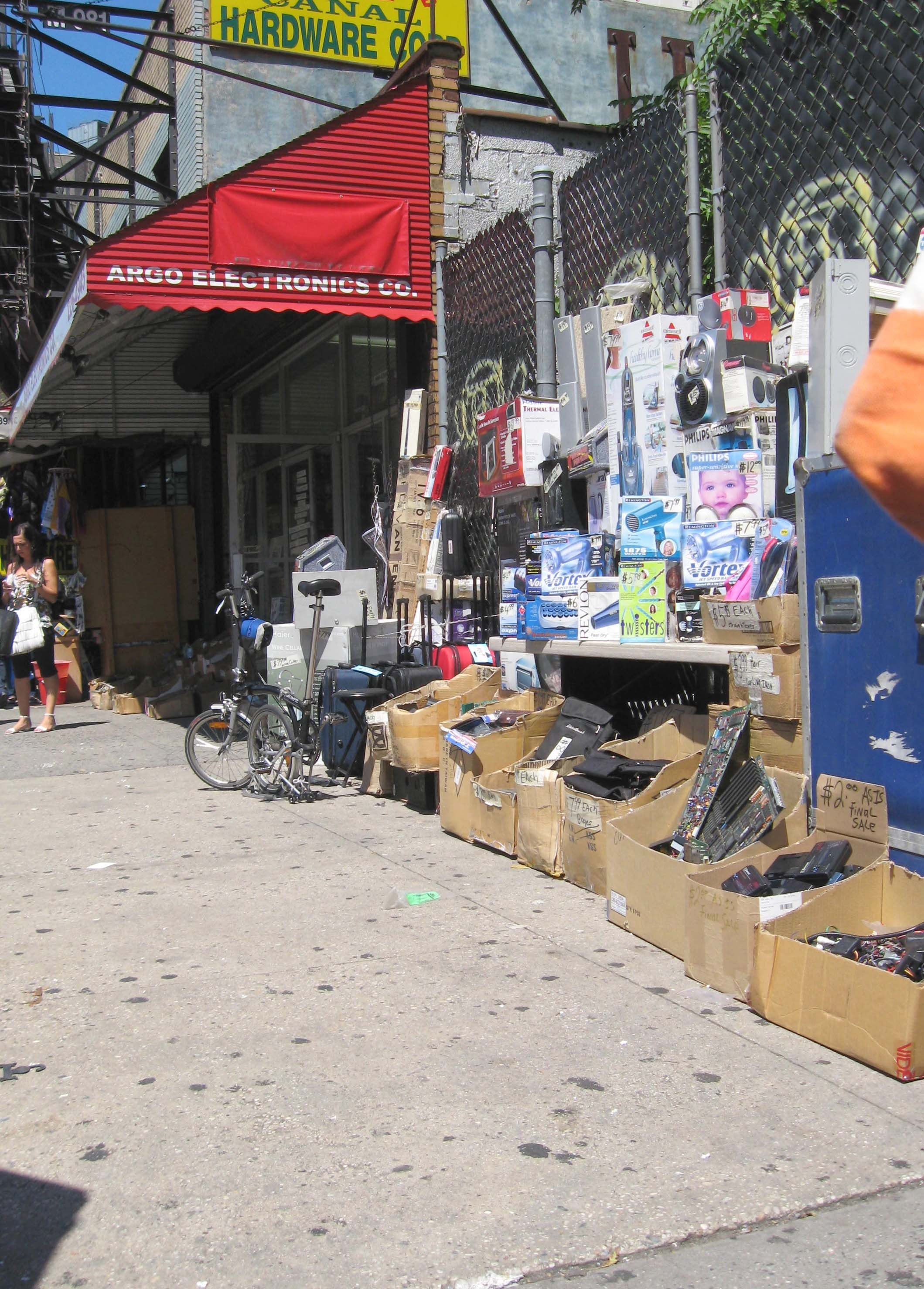
Alguns comerciantes se mudaram para a Canal Street.

Planos para o uso de domínio eminente para remover as lojas na área delimitada pelas ruas Vesey, Church, Liberty e West começaram em 1961, quando a Autoridade Portuária de Nova York e Nova Jersey estava decidindo entre o lado leste de Lower Manhattan e o lado oeste perto dos terminais Hudson e Manhattan Railroad.
Após a decisão de destruir as ruas no lado oeste do World Trade Center, surgiu a oposição local. Sam Slate relatou isso para a Rádio WCBS em 1962:
| “ | Moldar-se em Nova York é uma batalha legal de importância primordial. Seu resultado afetará concebivelmente a todos nós. Se o considerável poder da Autoridade Portuária for autorizado a desapropriar os comerciantes da Radio Row, então é nossa convicção, nenhuma casa ou empresa está a salvo do capricho do governo. | ” |

A cidade também se opôs à compensação dada pelas próprias ruas obscurecidas pelo superbloco.
Oscar Nadel liderou o comitê de proprietários de pequenos negócios que se opunham ao processo de condenação. Ele estimou que 30 mil pessoas trabalhavam em empresas, gerando US$ 300 milhões por ano. A Autoridade Portuária ofereceu US$ 3.000 para cada empresa como compensação, independentemente do tamanho ou período de tempo em que estava localizada na área. O processo judicial foi intitulado Courtesy Sandwich Shop contra Port of New York Authority e o apelo final foi perdido pelos pequenos empresários em novembro de 1963 "por falta de uma substancial questão federal."
Após o fechamento dessas lojas, a concentração de varejistas de rádio não foi duplicada em outros lugares em Nova York. Alguns grupos de lojas de rádio e eletrônicos foram criados ou adicionados nas áreas da Canal Street e da Union Square. Um grande mural de fotos em preto-e-branco da Radio Row pode ser visto na estação Trans-Hudson da Autoridade Portuária do World Trade Center. As principais empresas que começaram na Radio Row de Nova York incluem a Arrow Electronics, a Avnet (fundada por Charles Avnet em 1921) e a Schweber Electronics.

## Boston
Em 1923, o Boston Globe informou que uma seção do North End tinha sido apelidada de "Radio Row", devido ao grande número de antenas de rádio instaladas naquele bairro. "A sanfona tem um rival", escreveu o Globe, e "No horizonte em qualquer outro lugar na cidade ou nos subúrbios é preenchido com tantas antenas como os blocos que se estende ao longo de algumas seções de Hanover e Salem pts. Muitos moradores têm três ou quatro antenas - uma tem seis - com fios que levam a conjuntos de todas as descrições, nas casas dos residentes nascidos no exterior. Tudo aconteceu em poucos meses ... Todas as escadas levam ao telhado, onde [alguns moradores estão organizando um alto-falante, conectado com os instrumentos abaixo. Uma pesquisa de alto-falantes ... mostra uma população inteira se preparando."

## Filadélfia
Nos anos 50 e 60, a Arch Street, da 6ª a 11ª ruas, era conhecida como "Radio Row", depois que lojas de produtos eletrônicos foram abertas no local.